# Хайнрих XIII фон Вайда
Хайнрих XIII фон Вайда (на немски: Heinrich XIII von Weida „der Ritter“; † между 17 юни 1370/1 юни 1373) е фогт на Вайда (1363/1366 – 1367) в окръг Грайц в Тюрингия.
Той е най-големият син на фогт Хайнрих X фон Вайда Млади († 1363/1366) и втората му съпруга Катарина фон Шьонбург († 1362), сестра на Херман VI фон Шьонбург-Кримитцшау († 1382), дъщеря на Фридрих (Фриц) IV фон Шьонбург-Кримитцшау-Щолберг († сл. 1347 или 1363) и Агнес фон Китлитц († 1369).
Брат е на Хайнрих XIV фон Вайда „Червения“ († 8 февруари 1387/13 март 1389), фогт на Вайда (1367 – 1387/1389), женен за Маргарета фон Утенхофен († 7 септември 1376).

## Фамилия
Хайнрих XIII фон Вайда се жени 1356 г. за Илза/Елза фон Гера († сл. 3 юни 1371), дъщеря на Хайнрих V фон Гера († 1377) и Матилда фон Кефенбург († 1375/1376). Те имат децата:
- Катарина фон Вайда († сл. 1412), омъжена 1381 г. за Йешко I, капитан на Кьонигщайн († 1404), син на Ото Хайде II, бургграф на Дона, господар на Еренберг († 1385)
- Хайнрих XV фон Вайда († 18 януари 1396/23 септември 1404), женен за Анна фон дер Даме († сл. 1414), дъщеря на Ханс фон дер Даме († 1406) и Анна Берка фон Дуб-Лайпа († сл. 1406); имат три сина и една дъщеря
- Юта фон Вайда († сл. 1417), приореса на Кроншвиц (1411 – 1417)
- Анна фон Вайда ((† сл. 1402), монахиня в Кроншвиц (1397 – 1402)